# سندرم کارتاژنر
سندرم کارتاژنز (به انگلیسی: Kartagener syndrome) یا دیس کینزی اولیه مژکها (PCD) یا سندرم مژکهای بی حرکت نوعی بیماری ارثی است که مژکها فاقد تحرک هستند.

## تظاهرات بالینی
مژکهای تمام بدن درگیر هستند مثلاً در مجاری تنفسی و سینوس موجب افزایش احتمال عفونت (پنومونی و سینوزیت) و کاهش تخلیه ترشحات میشود و گاه به دلیل سرفه های مزمن سراسر سال مارک آسم به آنها زده می شود.در مغز می تواند منجر به هیدروسفالی شود. در گوش میانی موجب اوتیت مدیا و کاهش شنوایی و سینوزیت مزمن میشود. نقص در لوله فالوپ و اسپرمها موجب ناباروری میشود. در این افراد حدود ۵۰ درصد اندامها در سمت مقابل است مثلاً قلب در سمت راست یا کبد در سمت چپ قرار دارد.situs inversus .اگر بیماری situs inversus دارد به همراه درگیری سینوس ها و ریه میتوان گفت سندرم کارتاژنر است و اغلب باعث عفونت ها سینوس ها بینی و نایژه ها می شود
سندرم کارتاژنر می تواند با نقص ایمنی همراه باشد.

## علل
یک بیماری اتوزومال مغلوب است ، البته بیماری هتروژن است و بیش از 250 پروتئین میتواند درگیر باشد و با مطالعه ی ژنتیک تایید میشود.

## درمان
چون بیماری ماهیتی ژنتیکی دارد درمان زیاد مؤثر نیست و در واقع باید عوارض بیماری مانند ناباروری و عفونت درمان شوند و از نظر قلبی سالانه بررسی و اکو شوند.